# Хоровець

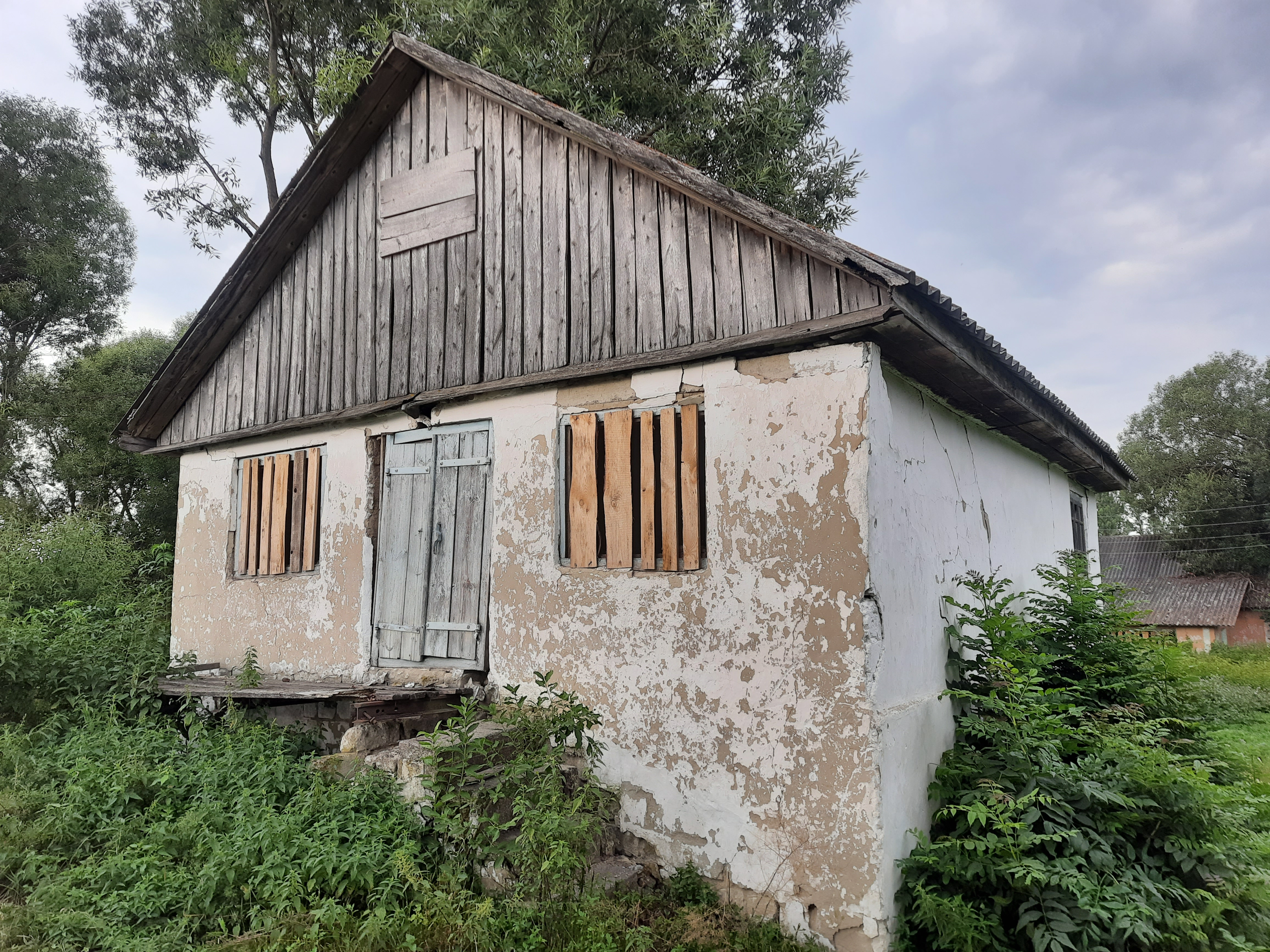
Старий млин

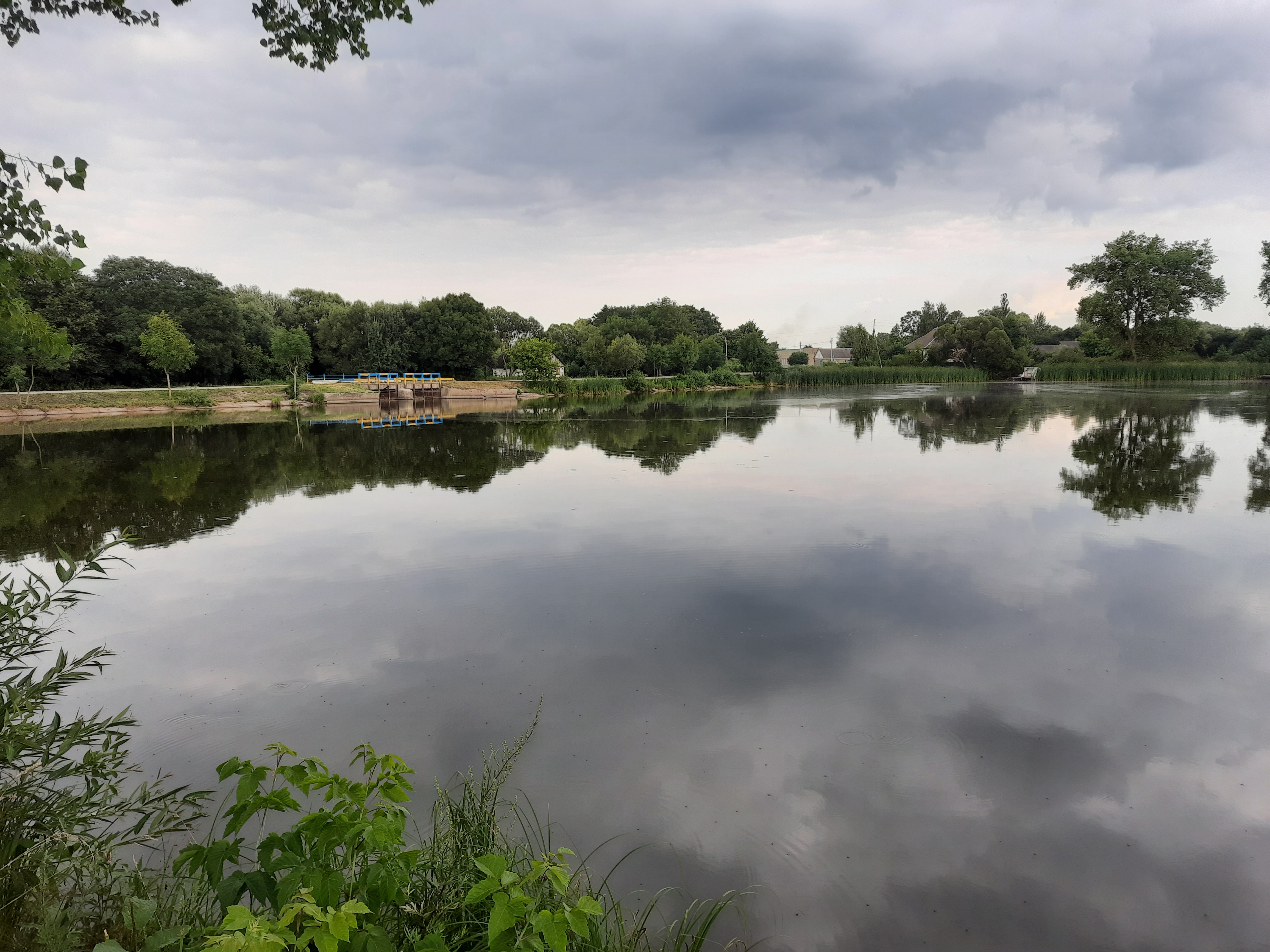
Став біля села

Хорове́ць — село в Україні, в Улашанівській сільській громаді Шепетівського району Хмельницької області. Розташований на річці Корчик за 44 км від міста Шепетівка та за 26 км від залізничної станції Славута I.

## Історія
Село під назвою Горобовець згадується ще у 1588 році, коли воно ще належало князям Острозьким.
Офіційну назву села Хоровець вперше знаходимо в губернському архіві Волинської губернії в скарзі Миколая Незабитовського, війта маєтку Ганни Ходкевич на урядника села Корчик Григорія Мочульського від 4 червня 1623 року, що зберігається в місті Житомирі. 
«Шляхетный Кгрегор Мочульский, урядник Малаго Корчика, маетности ясневельможнего пана его милости, пана Януша княжати Жаславского, воеводы Волынского, тут в повете Луцком лежачого, иж за волею и росказанем его милости пана воеводы Волынского, пана своего, в року теперешнем дорогу стародавную звыклую и гостинец, з розных местц через место Красный Ставь, а перед тым Хляпотин названого, идучую до места Жаславля и на Украину, чрез село Хоровец и далей на села волостей Заславских, на урочщча певние, которыми здавно еждживано, то ест на урочище Идруку, албо речку, названую Калиновку, до Менковец, а з Менковець до Заславля, — зарубал и закопал и ездити оным так людем гостиным, яко и месчанам Красноставским забороняет, чинечи им розные кривды».
Також в документах інколи зустрічається і назва Горовець.
Назва села Хоровець за переказами і даними церковного архіву і розповідями старожилів походить від хору овець.
Після Острозьких князювали Заславські, а далі (з 1851) Санґушки.
В кінці XIX століття було 202 будинки та 779 мешканців. За переписом 1911 року в селі мешкало 1195 осіб, волость, поштова земська станція, однокласова школа, земська лічниця, акушерка, 1 крамниця, горілчана крамниця, кредитове товариство.
У 1837 році в селі (на місті старої) була збудована дерев'яна церква на честь архістратига Михаїла, якою керував отець Волович, яка проіснувала до 1936 року.
7 (20) листопада 1917 року, відповідно до Третього Універсалу Української Центральної Ради, увійшло до складу Української Народної Республіки.
Колгосп створено у 1930 році, під час примусової колективізації. Під час голодомору 1932—1933 років в селі Хоровець від голоду померло 37 осіб. 13—14 січня 1944 року було звільнено від німецьких загарбників. За бойові заслуги на фронтах другої світової війни орденами і медалями СРСР було нагороджено 112 жителів, з поля бою додому не повернулися 142 односельці. У 1955 році пройшла електрифікація села. У 1970 році встановлено пам'ятник загиблим радянським воїнам, на мармурових плитах якого викарбувано прізвища загиблих, висаджено алею пам'яті усім тим, хто не повернувся з війни. 1972 року в село прийшов перший автобус. У 1997—1998 роках, заступник міністра зв'язку України, уродженець села Хоровець, Горбатюк Микола Ілліч допоміг телефонізувати села сільської ради.
12 червня 2020 року, відповідно до розпорядження Кабінету Міністрів України № 727-р «Про визначення адміністративних центрів та затвердження територій територіальних громад Хмельницької області», увійшло до складу Улашанівської сільської територіальної громади.
19 липня 2020 року, в результаті адміністративно-територіальної реформи та ліквідації Славутського району, село увійшло до складу новоутвореного Шепетівського району.

## Населення
Згідно з переписом УРСР 1989 року чисельність наявного населення села становила 803 особи, з яких 352 чоловіки та 451 жінка.
За переписом населення України 2001 року в селі мешкала 641 особа.
Станом на 01.01.2010 року загальна чисельність населення — 545 осіб, з них:
- дітей дошкільного віку — 20;
- дітей шкільного віку — 83;
- громадян пенсійного віку — 203.

Станом на 01.01.2011 року загальна чисельність населення — 546 осіб, з них:
- дітей дошкільного віку — 29;
- дітей шкільного віку — 69;
- громадян пенсійного віку — 193.

### Зайнятість населення
Станом на 01.01.2010 року:  
- Кількість працюючих громадян — 41;
- Кількість громадян працездатного віку, які перебувають на обліку як такі, що шукають роботу — 22.

Станом на 01.01.2011 року:
- Кількість працюючих громадян — 5;
- Кількість громадян працездатного віку, які перебувають на обліку як такі, що шукають роботу — 16.

### Пільгові категорії населення
- Інваліди німецько-радянської війни — 4;
- Учасники бойових дій — 5;
- Інваліди всіх груп — 14;
- Багатодітні сім'ї — 9;
- Діти з багатодітних сімей — 29;
- Діти-інваліди — 1;
- Самотні матері — 1.

### Мова
Розподіл населення за рідною мовою за даними перепису 2001 року:
| Мова       | Відсоток |
| ---------- | -------- |
| українська | 99,22 %  |
| російська  | 0,78 %   |

## Символіка
Затверджена 6 червня 2016 року рішенням № 2 XI сесії сільської ради VII скликання. Автор — В. М. Напиткін.
На лазуровому щиті три срібних лебеді в правий перев'яз. Щит вписаний в золотий декоративний картуш і увінчаний золотою сільською короною. Внизу картуша напис «ХОРОВЕЦЬ».
Три лебеді на лазуровому — символ ставу, що є в селі; водночас знак трьох сіл, що підпорядковуються сільській раді.

## Школа
У 1874 році було Хоровецьку волосну церковно-парафіяльну школу]. Учителем був Марівеч Іван Григорович, а після нього став житель села Гута Іванчук Прокіп. Далі школа працювала з перервами.
Причиною цього були революційні події 1917 року та громадянської війни. І лише у 1920 році в селі відкрилася початкова школа, яку організував вчитель Ровинський. Діти навчалися за свій рахунок. 1924 році був перший випуск 4 класу, а від 1928 року школа стала семирічною. У 1941 році був перший випуск Хоровецької середньої школи. Під час німецько-радянської війни школа не працювала. З 2000 року школа має назву Хоровецьке навчально-виховне об'єднання «Дошкільний заклад — середня загальноосвітня школа І-ІІІ ступенів». Багато випускників школи стали вчителями, лікарями, агрономами, економістами, інженерами.

## Відомі постаті
Уродженцем села є український радянський журналіст і поет-пісняр, перекладач української прози Одудько Тимофій Романович.
Кандидатами та докторами наук стали: 
- Семенюк Яків Павлович — кандидат медичних наук;
- Бублик Людмила Назарівна — кандидат історичних наук;
- Пінчаківська-Дарманська Галина Олександрівна — кандидат економічних наук;
- Савчук Анатолій Володимирович — кандидат технічних наук;
- Трохимчук Андрій Дмитрович — доктор фізико-математичних наук;
- Коршук Роман Миколайович — кандидат політичних наук.

## Загальні характеристики
- Загальна площа господарських земель 369 га.
- Під забудовою та присадибними ділянками 16400 м².
- Кількість дворів 200.

## Основна діяльність
Виборча діяльність
- Кількість жителів 546;
- Кількість виборців 438.

Результати виборів у багатомандатному загальнодержавному виборчому окрузі (31.10.2010 року):
- Партія регіонів 37 %;
- ВО «Батьківщина» 20.6 %.

Результати виборів Президента України (2010 рік)
- Янукович В. Ф. — 58 %;
- Тимошенко Ю. В. — 27 %.

## Транспортне сполучення
Від 1972 року в село прийшов перший автобус. Нині через село курсують автобусні рейси сполученням: Славута — Гута (двічі на день), Славута — Яблунівка (тричі на день).